# Дилукай

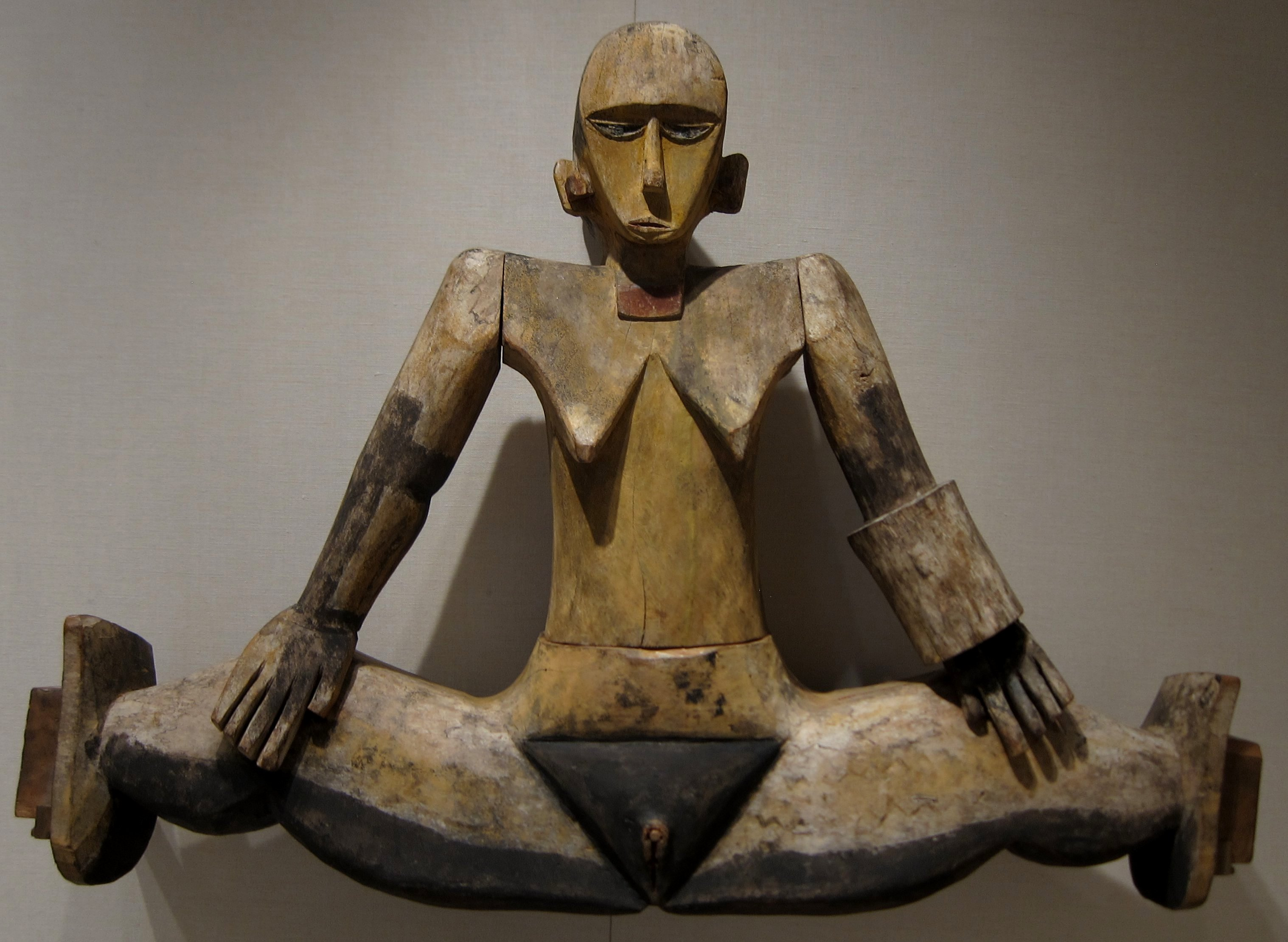
Дилукаи с Каролинских островов (Палау), XIX—начало XX века, Музей Метрополитен.

Дилука́й (dilukai; или dilukái или dilugai) — деревянные фигурки молодых женщин на островах Палау, которые вырезались над дверным проёмом дома вождя или мужского дома, который использовался для различных собраний, праздников и неформальных встреч (назывался бай). Как правило, изображались с раздвинутыми ногами и обнажённой генитальной областью в виде крупного чёрного треугольника. Руки при этом находились на бёдрах. На шее находилось красное украшение, а на руке браслет, сделанный из сложенных колец черепашьего панциря. Эти фигурки традиционно вырезались мастерами, которые следовали строгим правилам (их нарушение могло вызвать смерть резчика или вождя племени).
Точное предназначение этих деревянных фигурок неизвестно. В целом, у представителей народа палау дилукай отождествлялась с солнцем и культивированием важного для островов сельскохозяйственного растения таро. Существует также и другое объяснение важности дилукай. Согласно одной из легенд, Дилукай была сестрой парня по имени Атматуйук (Atmatuyuk), который постоянно причинял неприятности. В конце концов, он покинул свою деревню, а местные жители развесили повсюду изображения его сестры в виде деревянных фигурок, для того чтобы воспрепятствовать его возвращению (Атматуйуку было запрещено видеть гениталии сестры).
Христианские миссионеры, высадившиеся на островах Палау, изменили контекст этой легенды: в их интерпретации дилукай использовались для посрамления безнравственных женщин.